# 가사하라 소타
가사하라 소타(일본어: 笠原 宗太, 1976년 5월 9일~)는 일본의 축구 선수이다.

## 구단 경력
1999년 일본 풋볼 리그의 오츠카 제약에 입단했다. 2000년 J2리그의 미토 홀리호크로 이적했다. 2000년엔 리그 30경게 출전하여 3득점을 기록했다. 2002년 토난 SC로 이적했다. 2002년후 현역 은퇴.